# 調理ロボット
調理ロボット（ちょうりロボット、英: Cooking Robots）あるいは炊事ロボットは、高度な技術により調理を補助するロボットである。主にレストランや食品サービス業界で導入が進むが、家庭用も存在する。但し冷蔵庫や炊飯器、電子レンジなどは通常含まれない。
AI対応技術の進展と高齢化や労働力不足を背景に、成長が見込まれる分野の一つでもある。

## 概要
調理ロボットは、AI（人工知能）、ロボット工学、IoT（モノのインターネット）、3Dフードプリンティングなどの高度な先進技術により、いわゆるプライベートシェフの役割を果たすことを目的としている。これらの技術によって、混ぜる、ハンバーガーをひっくり返す、パンを焼く等の単純な作業から、事前にプログラムされたレシピに従い一皿の料理を「完全に調理する」といった複雑な作業まで幅広く対応可能である。
「調理」の意味をより広義に捉えれば、食品工場での「大量生産」や「製造」に使われるもの（産業用ロボット分野）も含まれるが、狭義には（「システムキッチン」の発展系としての）「ロボットキッチン」や「ロボットシェフ」に代表される概念を指し、具体的には飲食店向けや自販機タイプ（例、ソフトバンクのラーメン調理ロボット「CHEFFY（シェフィー）」、シンガポール発IJOOZ（アイジュース）の生搾りオレンジジュース自販機）などその場で「調理」して客に提供するものと、家庭向けのもの（いずれもサービスロボット分野）に限られてくる。
また、高性能な調理器具から発展したもの（例、ビタクラフトのRFIQ自動調理システムなど（後述））については、必ずしも「調理ロボット」に区分されるものではないが、要素技術との関連から限定的に扱う。「調理ロボット」として明確に定義付けられた概念は未だ存在しないため、本稿では産業用ロボットやサービスロボット（家庭用ロボット）、自販機タイプを含めた「調理」全般に関するロボットを扱う。

## 市場規模と普及度
労働力不足の解消、効率化、品質の一貫性の確保といった課題への対応の点から注目される。家庭用としても利用可能で、スマートキッチン家電の一部として市場に登場している。調査によると、調理ロボットは食品サービス業界だけでなく、家庭での時間節約ニーズにも応えている。
グローバルな調理ロボット市場の規模は、2022年時点で約30 - 40億ドルと複数の市場調査で推定されている。例えば、Zion Market Researchによると、2022年の市場規模は約33.5億ドルで、2030年までに66.1億ドルに成長すると予測されており、CAGR（年平均成長率）は8.86%とされている。 
また、Introspective Market Researchでは2023年の市場規模を28.7億ドル、2032年までに95.6億ドルと予測し、CAGR14.3%としている。
地域差については、北米が最大の市場シェアを持つとされているが、アジア太平洋地域、特に日本は重要な市場とされている。日本の消費者ロボット市場は、2024年から2030年までに26.4%のCAGRで成長し、2030年までに17億ドルに達すると予測されている。
ただし、調理ロボットに限定した具体的なデータは限定的で、食品サービス業界での採用率が高いことが記事から推測される。
日本での普及度の観点では、労働力不足や高齢化社会への対応として、調理ロボットの導入が進んでいる。レストランやファストフード店での採用例が多く、特に2020年代に入ってからその動きが加速している一方、家庭用市場はまだ発展途上であり、コストや操作性の課題が残されている。

## 代表的な調理ロボット

### 産業用ロボット分野
- 寿司ロボット - 1982年に鈴茂機械工業（現・鈴茂器工）が開発したものが元祖だが、音響メーカーから多角化経営を模索し寿司ロボットの開発を始めたオーディオテクニカ（オーテック）など多くの企業が参入している[9]。
- おむすびロボット（鈴茂器工製） - 人が握る工程を研究し、ふんわりと仕上げることにこだわった製品[10]。
- ご飯盛り付けロボット「Fuwarica」（鈴茂器工製） - AI搭載の味覚センサー「レオ」を用いることで、炊き立てご飯と同等の味わいを実現した[11]。
- 盛付ロボット「Delibot」（コネクテッドロボティクス製） - 不定形の食材を一定量測ってトレイに盛り付ける[12]。
- ピザ製造ロボット（（米国）Picnic製） - ピザのトッピングを自動化し、1時間に300枚を製造する[13][14]。
- エレシリンダー（株式会社 アイエイアイ製） - 2点間移動に特化したコントローラー一体型の電動アクチュエーター。産業用ロボットとして、食品製造以外でも対応[15]。

### サービスロボット分野
- ロボットキッチン（（英国）モーレイロボティックス製） - 世界初の完全自動化キッチンで、5,000以上のレシピを調理可能。AIとセンサーでプロの技法を再現。
- RFIQ自動調理システム（英語版）（（米国）ビタクラフト製） - RFID技術を搭載した鍋とレシピカードで自動調理。家庭用としても販売[16][17]。但し日本での認知度は高くない[7]。
- ラーメンロボット（株式会社アイセイ製） - 2009年 - 2010年、名古屋のラーメン店「ふぁーめん」で使用。2台のロボットで調理と提供を担当[18]。
- ラーメンロボット「CHEFFY（シェフィー）」（ソフトバンクロボティクス製） - 最新のスチーム技術で本格的なラーメンを90秒で調理。有名ラーメン店と共同開発した[4]。
- お好み焼きロボット（Toyo Riki製） - 2009年の食品博覧会で展示。パンをひっくり返す機能を持つ。
- 寿司提供ロボット（Squse製） - レストランでの寿司提供を自動化。細かい動きに対応。
- ピザ製造ロボット（（スイス）ABB製） - 生地回しロボット「Doughbot」「Pepe」、ソース散布ロボット「Marta」、ロボットアーム「Bruno」「Vincenzo」など[19]。

- たこ焼きロボット「OctoChef」（コネクテッドロボティクス製）（プロトタイプ） - 職人の匠の技を再現。生地入れから具材入れ、回転まで自動で行う[20][21][8]。
- からあげクン専用ロボ「F-Robo」（TechMagic製） - KDDIとローソンが共同で進める未来型コンビニ「Real×Tech LAWSON」1号店として「高輪ゲートウェイシティ店」に導入された、通常なら従業員が行う揚げ・油切り・盛り付けなどの工程を自動化したロボット[22][23]。
- チャーハンロボット「ロボシェフ RCG560S」（株式会社エム・アイ・ケー製） - 2021年10月7日、8日に開催された飲食業界のイベント『外食ビジネスウィーク2021＆全国食の逸品EXPO』にデモ機が展示された[24]。
- 炒め調理ロボット「I-Robo」（TechMagic製） - レストラン向けの炒め調理ロボット[25]。自動調味・掃除機能付き。
- 炒め調理ロボット「I-Robo 2」（TechMagic製） - 炒飯や野菜炒めなど14品を店内で調理し提供することを可能とした業務用調理ロボット。KDDIとローソンが進める「Real×Tech LAWSON」第2弾として「北大塚一丁目店」に導入[26]。
- パスタ調理ロボット「P-Robo」（TechMagic製） - 世界初のパスタ自動調理ロボット。株式会社プロントコーポレーションが2022年6月30日にオープンする新業態「エビノスパゲッティ」にて稼働[27]。
- AIカフェロボット「root C（ルートシー）」（ニューイノベーションズ製） - 飲食業界向けの調理ロボットを開発するロボットベンチャーニューイノベーションズが開発。2021年1月、和歌山県「第2回先駆的産業技術研究開発支援事業」に採択後、同年5月より展開。一般的なオフィスのカフェマシンと違い、スマホアプリで注文をしておくと、指定した時間に受け取れるカフェロボット[28][29][30][31]。
- 生搾りオレンジジュース自販機（（シンガポール）IJOOZ（アイジュース）製） - 果実をその場で搾ったジュースを提供する[5]。
- かき氷ロボット「Kakigori Maker」（ニューイノベーションズ製） - 職人によりばらつきの出るかき氷の均質化と自動化を実現したロボット。2025年5月8日 - 5月10日に開催された「SusHi Tech Tokyo 2025」に出展[32]。同年5月26日、ニューイノベーションズ、株式会社プロントコーポレーションが運営する「和カフェ Tsumugi 鎌倉店」への導入を発表[33][34]。
- ハンバーガーロボット（ABB製） - カリフォルニア州ロス・ガトスの「BurgerBots（バーガーロボッツ）」では、アーム型ロボット「IRB 360 FlexPicker®」と協働型双腕ロボット「YuMi®」が連携し、27秒で注文通りのハンバーガーを仕上げる[35]。
- ハンバーガーロボット「Burger Cooker」（ニューイノベーションズ製） - 2025年5月27日、ニューイノベーションズ、狭小スペースに対応した世界初のハンバーガーの全自動調理ロボット「Burger Cooker」の提供開始を発表。「小型化に注力し、家庭用の冷蔵庫程度の大きさにできた」とする[36][34]。
- ロティマティック（英語版）（（シンガポール）Zimplistic（ジンプリスティック）製） - 南アジアの主食のロティを自動的に焼いてくれる家庭用ロボット[37]。全自動ロティメーカーとも[38]。

## 代表的な企業
- コネクテッドロボティクス - 2014年設立。調理ロボットサービスを開発・提供。たこ焼きやコンビニ向けのホットスナック、ロボットによる食洗などの調理ロボットをレンタルとして貸し出し、月額サブスクリプションの定額課金モデルで提供する（RaaSサービス）。これまで、ハウステンボスやイトーヨーカドーのフードコート「ポッポ」などへの導入実績がある[39]。
- ニューイノベーションズ - 「ロボカップジュニア」世界大会入賞経験者の中尾渓人が2018年に創業（当時18歳）。AIカフェロボット「root C（ルートシー）」の開発で知られる[31]。2025年5月27日の資金調達と併せ、新たにハンバーガーの全自動調理ロボット「Burger Cooker」を発表[34]。
- TechMagic - 2018年2月1日創業。テクノロジーによる持続可能な食インフラの創造に取り組み、ミッションとして「世界中に、調理・業務ロボットを提供する」を掲げる[40][41]。
- T-Chef（中国） - 2018年11月に起業後、急成長中の調理ロボット会社。中華料理店向けの製品を提供[42]。
- ビタクラフト（米国） - RFIQ自動調理システム（英語版）[7]は「世界初の調理ロボット」といわれた[16]。
- モーレイロボティックス（英国） - 世界で初めて自動調理システム「モーレイ・ロボット・キッチン」(MK1) を開発[43][44][45][46]。

## 歴史
調理ロボットの歴史は、国内では1980年代の寿司ロボット（鈴茂器工）から始まっているが、世界的には2006年のRFIQ自動調理システム技術の導入（ビタクラフト）から始まり、2015年にモーレイロボティクスが「モーレイ・ロボット・キッチン」（The Moley Robotics Kitchen (MK1)）という家庭用ロボットを発表。以降、目的や活用の場にあわせた様々なタイプのものが開発され、日本ではラーメンロボットやお好み焼きロボット、たこ焼きロボットなど多様な開発が進んでいる。
- 1982年：鈴茂器工が寿司ロボットを開発。
- 2006年：ビタクラフトがRFIQ自動調理システム（英語版）[7]を日本で導入。RFID技術を活用し、鍋自体が調理温度を自動制御する仕組み。
- 2009年：日本食品機械工業会主催の「Fooma Japan 2009（国際食品工業展）」で、お好み焼きを調理するロボットや板前ロボット、食材トッピングロボットなどが展示され、注目を集める[48][49]。
- 2015年：モーレイロボティクスが世界初の完全自動化ロボットキッチンを発表。AIとセンサーを活用し、プロのシェフの技法を再現 。
- 2020年代
  - 世界中で調理ロボットの採用と開発が加速。特に日本では、労働力不足解消のための導入が進み、TechMagicやニューイノベーションズがレストラン向けロボットを展開。
  - 2023年以降、東京都主催のイベント「SusHi Tech Tokyo」（初年の名称は「City-Tech.Tokyo」）が毎年開催されている[注釈 2]。

## 地域差と導入の課題
国内外の状況の違いは明らかで、北米が市場シェアでリードする一方、アジア太平洋、特に日本は急速な成長が見込まれている。日本の場合、労働力不足や高齢化社会がロボット採用の大きな要因となるが、単純な導入コストに加えこれまで人中心だった既存のシステムとの統合の難しさが課題となっている。また、家庭用市場への普及には操作性や価格の壁があり、さらなる技術革新が必要。